# Auguste Girard
Auguste Girard est un homme politique français né le 16 octobre 1864 à Salon-de-Provence (Bouches-du-Rhône) et décédé le 24 juin 1927 à Paris.

## Biographie
Auguste Girard naît le 16 octobre 1864, à Salon-de-Provence. Son père est originaire du hameau de La Pierre à Saint-Colomban-des-Villards (Savoie).
Négociant en huile, il est maire de Salon-de-Provence, conseiller général, président du conseil général et député des Bouches-du-Rhône de 1912 à 1927, inscrit au groupe radical-socialiste. Il est président de la commission de la comptabilité de la Chambre. Il est à l'origine de l'aménagement de l'étang de Berre, ainsi que de la création d'une chaire de langues romanes à la faculté d'Aix-Marseille.
Il est décoré au titre de Chevalier de la Légion d'honneur le 11 octobre 1906.

## Pour en savoir plus